# 신사는 새 것을 좋아한다
신사는 새 것을 좋아한다는 한국에서 제작된 박성호 감독의 1963년 영화이다. 김희갑 등이 주연으로 출연하였고 백완 등이 제작에 참여하였다.

## 출연

### 주연
- 김희갑
- 도금봉
- 곽규석
- 강미애

## 기타
- 조명: 박창호
- 미술: 박석인